# Dorfkirche Mosbach

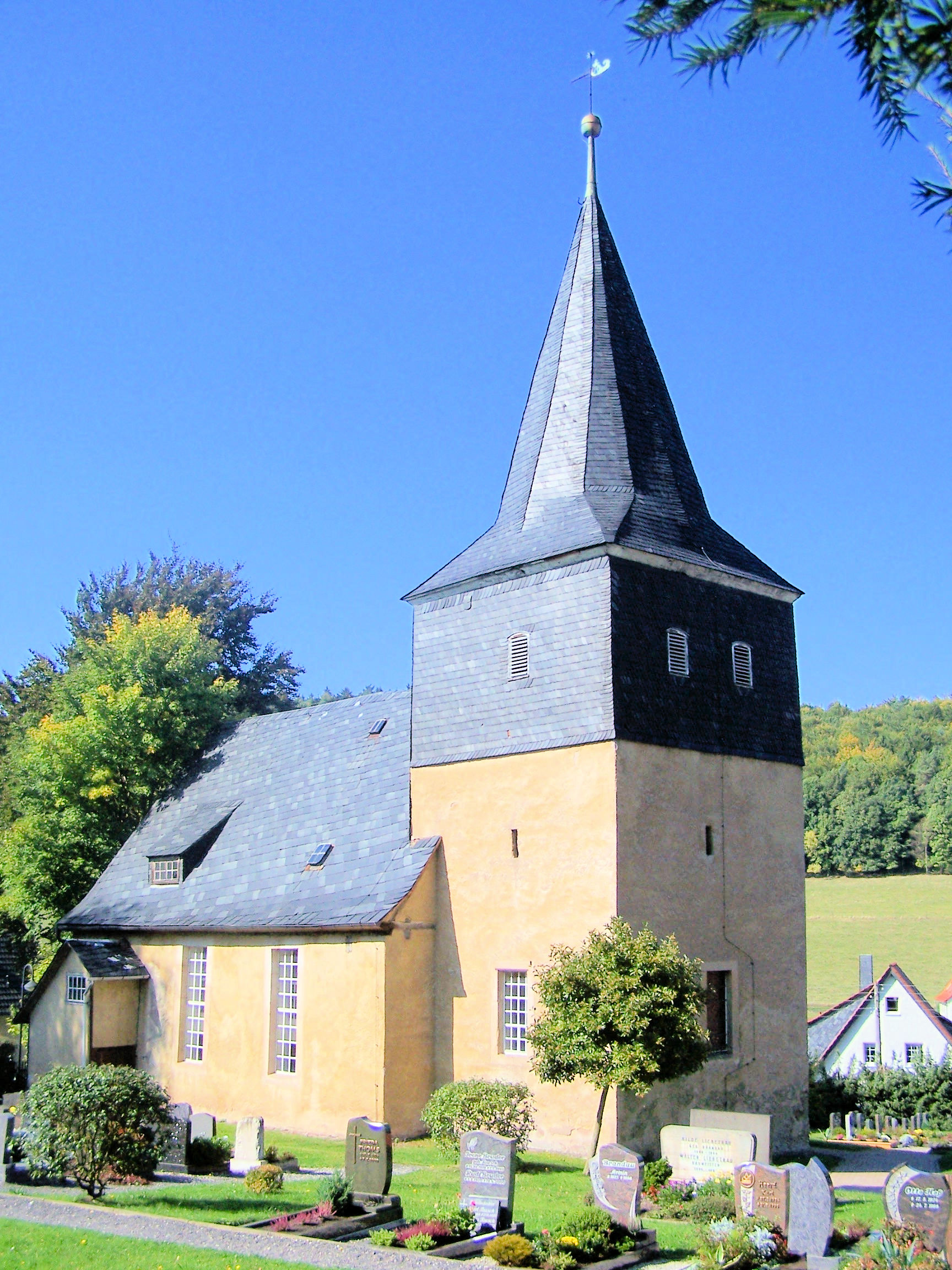
Die Kirche

Die evangelisch-lutherische Dorfkirche Mosbach  steht im Ortsteil Mosbach der Gemeinde Wutha-Farnroda im Wartburgkreis in Thüringen.

## Geschichte
Zu der Dorfkirche aus dem 17. Jahrhundert führt im Ortsteil ein Hinweisschild. Da bereits 1337 der Pfarrer Nikolaus erwähnt worden ist, geht man folgerichtig davon aus, dass zu diesem Zeitpunkt im Dorf bereits ein Gotteshaus vorhanden war. Nachweise liegen noch nicht vor.

## Zum Gotteshaus selbst
Der Kirchturm ist aus dem Mittelalter. Er konnte stehen bleiben und das Kirchenschiff wurde angebaut. Auch der Altarraum befindet sich im Turm.
Am Schalldeckel der Kanzel ist die Jahreszahl 1669 angebracht. Sie ist wohl der Hinweis für die damaligen Umbauarbeiten. Das Taufgestell und der Orgelprospekt stammen auch aus dieser Zeit. Das schlicht gehaltene Gotteshaus besitzt zwei Buntglasfenster mit heiligen Motiven.

## Die Orgel
Die Orgel stammt aus dem Jahre 1759 und wurde dem Eisenacher Orgelbauer Sebastian Seitz, einem früheren Gesellen von Andreas Silbermann, erbaut. Sie wurde 2006 rekonstruiert.